# Font de Canaletes (Horta)
|  | Per la font de la Rambla, vegeu Font de Canaletes |

La font de Canaletes és una font pública situada a la plaça de Santes Creus del barri d'Horta de Barcelona. És una de les 16 rèpliques que hi ha a la ciutat de la font de Canaletes de la Rambla.

## Història
La font va ser un regal de l'Ajuntament de Barcelona a la vila d'Horta en ocasió de l'annexió el 1904 de l'antic municipi a la ciutat. Es va col·locar a la que havia estat la plaça Major de Sant Joan d'Horta, on hi havia la casa del comú (casa de la Vila), i actualment hi ha els serveis socials municipals.
Amb anterioritat, en aquesta plaça hi havia hagut una altra font pública, instal·lada el 1866 per l'Ajuntament d'Horta, feta amb pedra de Montjuïc, alimentada per l'aigua provinent de la mina de can Travi, que es distribuïa també per les cases de la Vila.

## Descripció
La font és idèntica a la de la Rambla, obra de l'arquitecte municipal Pere Falqués, de ferro colat en forma de copa amb una base circular i 4 fanals a sobre. Té 4 aixetes que aboquen l'aigua sobre 4 piques circulars independents. Està guarnida amb escuts de Barcelona.